# Lorca Fútbol Club (2003)
El Lorca Fútbol Club, S. A. D fue un equipo de fútbol de España de Lorca en la Región de Murcia. Fue fundado en el año 2003 y desapareció en 2022 poco después de retirarse de la competición.

## Historia

### Primeros años

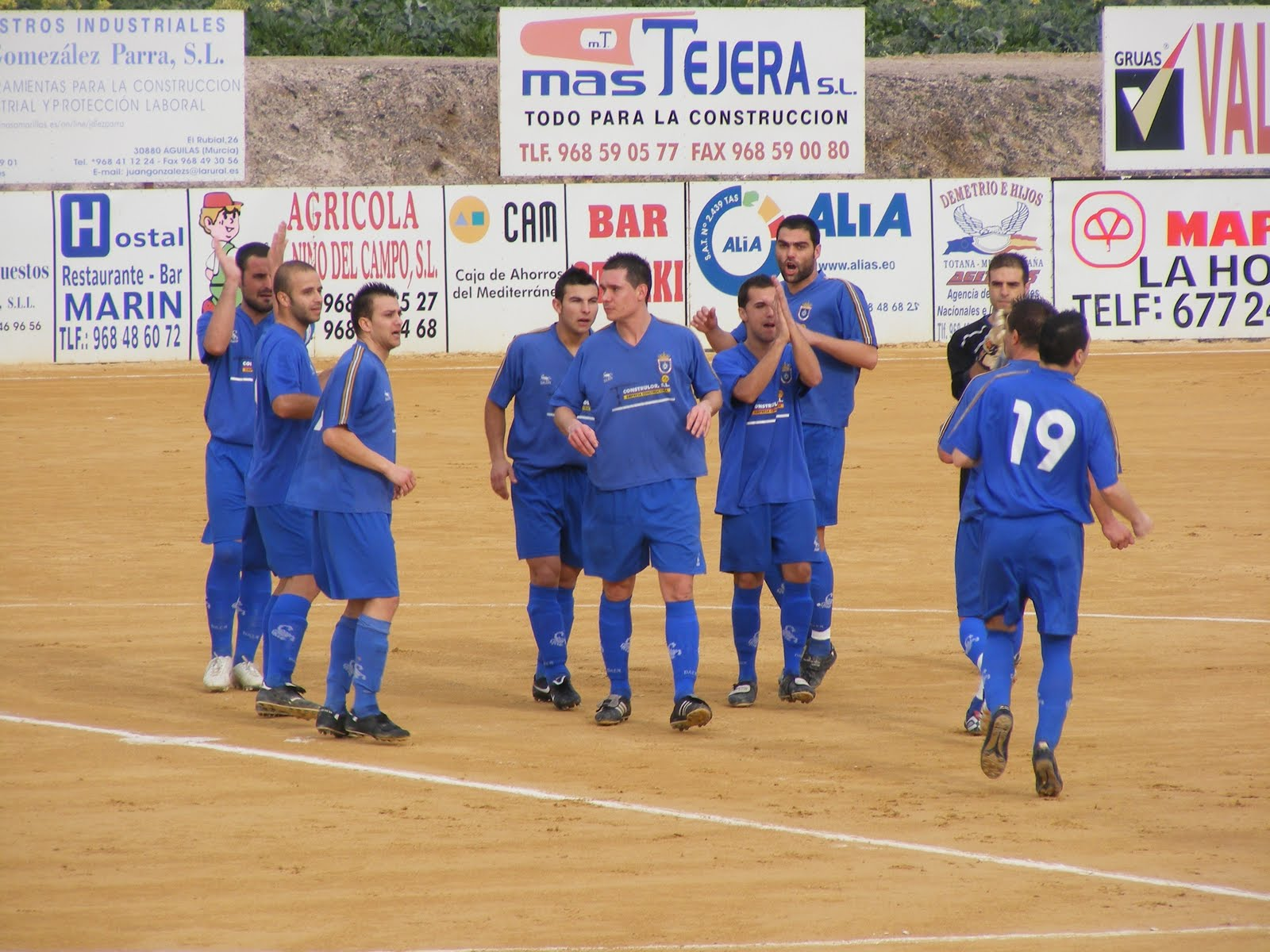
El Lorca Fútbol Club en un partido de la 2009-10.

Este club fue fundado en el verano de 2003 de la mano de Pedro Rosell, dueño de la empresa Construlor, con el nombre de La Hoya Deportiva. La empresa de construcción es el patrocinador principal del equipo. Se empezó con un equipo sénior en Primera Territorial, con Pedro Reinaldos de entrenador, y varios equipos base. El objetivo del club era más la promoción del fútbol base de la pedanía, pero en la temporada 2006-07 se consigue el ascenso a Territorial Preferente. Tras dos campañas consiguiendo la permanencia de forma cómoda para la temporada 2009-10 se prepara un proyecto con el objetivo de ascender a Tercera División. Para ello se ficha como entrenador a Leo López, quien fue jugador del Lorca Deportiva y segundo entrenador del mismo con Unai Emery y Miguel Álvarez. También se fichan a jugadores lorquinos con experiencia en Tercera. Pese a jugar en categoría regional, La Hoya arrasa durante la temporada 2009-10.
El 2 de mayo de 2010 consigue el ascenso a Tercera División de manera matemática al ganar 0-2 al Mar Menor y en el último partido de liga el campeonato de Preferente. Tras el ascenso, y dada la mala situación del Lorca Deportiva, se rumorea un posible cambio de nombre del club para convertirse en el representante de la ciudad. Finalmente cambia su nombre a La Hoya Lorca Club de Fútbol pero continúa jugando en la pedanía de La Hoya al aparecer otro proyecto en Segunda B. Pedro Rosell deja de ser presidente para dejar paso a Luis Jiménez. En la temporada de debut en categoría nacional consigue un meritorio 7.º puesto, después de estar gran parte de la liga luchando por posiciones de play-off. Una temporada más La Hoya Lorca CF sobrepasa al teórico primer equipo de la ciudad, el Lorca Atlético de Segunda División B, tanto en abonados como en asistencia al estadio. Terminada la temporada Leo abandona el club y se contrata a Sebas Jurado. 
Para la siguiente temporada en Tercera se acomete la reforma del campo de Los Tollos, por lo que de manera temporal se traslada a jugar al estadio Francisco Artés Carrasco. La decisión molesta al Lorca Atlético, ya que su presidente había manifestado con anterioridad su negativa a que ambos clubes compartieran el estadio municipal. Además aparecen por la ciudad diversas hojas para recoger firmas en contra de la decisión.
En liga el equipo azulón pasa toda la temporada clasificado entre los cuatro primeros, consiguiendo finalmente el cuarto puesto. En su primer play-off de ascenso a Segunda División B se enfrenta al CD Díter Zafra. En la ida el brócoli mecánico no logra pasar del empate a 0. En Zafra el resultado tras los 90 minutos y la prórroga es el mismo y los penaltis dan el pase al equipo hoyero. En la segunda eliminatoria le corresponde en el sorteo el Catarroja CF de Valencia, con quien empata a 0 en el primer partido. En Catarroja el Brócoli Mecánico cae por 3-1 y se despide del sueño del ascenso.

### Segunda División B
Terminada la temporada, con una gran fiesta entre directiva y aficionados, el club comienza a preparar la campaña siguiente. Se renueva a Sebas Jurado como técnico para intentar otra vez el asalto a la Segunda División B. Ante la probable desaparición del otro equipo de la ciudad, el Lorca Atlético, se comienza a rumorear el traslado definitivo del club azulón al Artés Carrasco. Finalmente esto se confirma en una rueda de prensa el 6 de julio, en la que además se presenta una nueva equipación con rayas blanquiazules como tradicionalmente han vestido los equipos de la ciudad de Lorca y un nuevo escudo en el que se combinan los símbolos de la ciudad con los de la pedanía. El club, además, asegura que pretende usar indistintamente los nombres La Hoya Lorca Club de Fútbol y Lorca La Hoya Club de Fútbol.
El equipo finaliza la temporada como primer clasificado y en el playoff de ascenso de campeones de grupo se impone a la S.C.R. Peña Deportiva tras empatar a 3 en Ibiza y a uno en Lorca, consiguiendo el ansiado e histórico ascenso a Segunda División B.
La temporada 2013-14 para el conjunto hoyero comienza con una derrota por 1-0 contra el Granada B, una jornada después se consigue la primera victoria en Segunda B contra el Cartagena a domicilio. El equipo dirigido por José Miguel Campos tuvo una racha de 19 partidos sin conocer la derrota, lo que le valió para ser líder durante diez jornadas. Llegó a distanciarse a siete puntos del Albacete, que era segundo, pero tras cuatro jornadas en las que solo consiguieron un punto perdideron el liderato. La Hoya Lorca certificó el playoff de ascenso a Segunda División contra el Córdoba B en la 36.ª jornada. Finalmente, acaba en la segunda posición del grupo IV de la Segunda División B. En los playoff de ascenso, se enfrenta a Las Palmas Atlético en la primera eliminatoria. La Hoya Lorca consigue la victoria por 1-2 en la ida y pierde 0-1 en la vuelta, pasando a la siguiente ronda. En la segunda eliminatoria, se medirá contra L'Hospitalet. En la ida ambos empatan 2-2 en el Francisco Artés Carrasco y la vuelta en la Freixa Larga La Hoya Lorca no pasa del empate a 0; con lo cual es eliminada por el valor doble de los goles fuera de casa.
La segunda temporada en la división de bronce comienza bien para el conjunto hoyero. En las primeras jornadas llegaron a estar entre los cuatro primeros de la clasificación. Después el equipo sufrió un bajón de resultados que le condenó a los puestos de descenso, siendo incluso colista. En la segunda vuelta el brócoli mecánico remonta el vuelo gracias a los fichajes realizados a mitad de temporada y a la seguridad defensiva de la zaga. La Hoya Lorca certifica la salvación en la penúltima jornada y acaba finalmente en decimotercera posición con 45 puntos.

### Categoría de plata
En noviembre de 2015, el empresario chino, exfutbolista y exseleccionador de ese país, Xu Genbao compra el club de fútbol murciano, La Hoya Lorca, que compite el grupo IV de Segunda División B, con el objetivo es que el equipo suba a la liga Adelante en un plazo de tres años. El empresario asiático, de 71 años, fundador, presidente y director general del club Shanghai East Asia y propietario de la academia de fútbol Genbao, estará representado en la entidad blanquiazul por el intermediario financiero Joaquín Romeu, quien hace años presidió el Real Murcia, Bin Wang, el propio Jiménez y el director deportivo, Manolo Molina.
Al comenzar la temporada 2016-17 Xu Genbao adquiere el 100% de las acciones del club, transformándose en una sociedad anónima deportiva, con la nueva denominación de Lorca Fútbol Club S.A.D. En el acto de presentación del "nuevo" club Genbao afirma que el presupuesto es de 2 millones de euros. El club comienza la temporada con Iñaki Alonso en el banquillo, donde no cosecha buenos resultados, y es cesado en la jornada 4. Su sustituto es Julio Algar, que ayuda al equipo a subir puestos en la clasificación con victorias de mérito como al Marbella (que en aquel momento era líder invicto), al Cartagena a domicilio, al Real Murcia en el Artés Carrasco hasta llegar a colocarse líder del grupo IV de la Segunda División B. Mantuvo una batalla con el FC Cartagena hasta las jornadas finales en las que Algar fue destituido tras un pequeño bache del equipo (2 puntos de 12) en la jornada 33, siendo colíder. David Vidal tomó el mando del equipo y se recuperó el liderato, certificándose matemáticamente en la jornada 37. El rival en la eliminatoria de campeones para ascender a Segunda División A es el Albacete Balompié de José Manuel Aira. El resultado en el encuentro de ida fue de 1-1 en el estadio Carlos Belmonte, dejando todo abierto para la vuelta en el estadio lorquino.
En la vuelta, en el Francisco Artés Carrasco y ante un estadio lleno, el encuentro termina sin goles por lo que el club asciende por primera vez en su historia a Segunda División. El club asciende pero no se renueva a David Vidal y se contrata a Curro Torres procedente del Valencia Mestalla.
Tras una mala racha de resultados se destituyó a Curro Torres y se ficha a Fabri González. No obstante este cambio de entrenador no modificó la racha del equipo que enlazó más de 10 partidos sin ganar. Descendió matemáticamente a Segunda División B en la jornada 33 pese a su victoria contra el Granada CF. Terminó la temporada en 21.º posición con 33 puntos (8 victorias, 9 empates y 25 derrotas).

### Caso Lorca
El 19 de julio de 2018, el Lorca renuncia oficialmente a su plaza en Segunda división B. Inicialmente diversos medios publican que además desaparece e incluso la Federación Murciana se apresura en confirmar, esa misma mañana en su Twitter oficial, que el Yeclano Deportivo ocupará su lugar en la división de bronce y que el C.D. Algar será ascendido a Tercera División. Sin embargo, cuatro días después, la RFEF rechaza la renuncia del Lorca por producirse fuera de plazo y le da de tiempo hasta el 31 de julio para saldar su deuda con la Federación, que asciende a 482.000 euros. El 1 de agosto, tras consumarse el plazo concedido y sin haberse recibido el pago, la RFEF emite una circular anunciando la posibilidad de una vacante en Segunda B, abre un expediente de descenso al Lorca y le concede tres días para presentar alegaciones antes de adoptar una decisión definitiva. Dos días después, el abogado madrileño Roberto Torres cierra la adquisición del club murciano con la intención de mantener al equipo en Segunda B. El 7 de agosto, la RFEF decide finalmente inhabilitar al Lorca para jugar en la división de bronce, aunque la inhabilitación no se hace extensiva a todas las categorías nacionales y permite al equipo competir en Tercera. Una semana después de comprar el club, Torres anuncia que la deuda que se ha encontrado es de 2,2 millones de euros, asegurando que le hará frente.

### Vuelta a Tercera
En el año del retorno a Tercera el equipo consigue clasificarse en tercera posición para la promoción de ascenso, pero cae en la primera de las rondas contra el Alcobendas Sport perdiendo la posibilidad de ascenso. Durante el verano siguiente se genera una polémica debido al anuncio del equipo murciano de estar buscando jugadores que quieran jugar gratis, recibiendo sólo lo necesario como ropa y desplazamientos, porque en palabras del propietario del club "no hay dinero para más".
La idea de fichar futbolistas a coste cero se demostró ineficaz y el equipo llegó al parón de Navidad alejado seis puntos de las posiciones de promoción de ascenso. El 4 de diciembre de 2019 se aprobó la entrada de la entidad en concurso de acreedores, tras no haber llegado a un acuerdo con estos para el cobro de la deuda reconocida de 700.000 euros. El 29 del mismo mes, Walter Pandiani dimite y es reemplazado por el uruguayo Walter Caprile.

### Regreso a Regional
Tras una nefasta campaña 2020-2021 del club lorquino, donde acaba último clasificado en el grupo XIII de Tercera División de España, desciende a la  Preferente Autonómica tras doce temporadas compitiendo en categorías nacionales. Para encarrilar el proyecto de cara a la temporada 2021-22, su presidente, Roberto Torres, firmó al técnico murciano Paco Montesinos para dirigir a la plantilla lorquinista.

### Desaparición
El 4 de febrero de 2022 el presidente del club anunció que se retiraban de la competición por lo que el 23 de enero de 2022 sería su último partido en la Regional Preferente de Murcia. Tres semanas más tarde el juzgado de lo Mercantil número Dos de Murcia disolvió el club al no haber cumplido el convenio que alcanzó con los acreedores en noviembre de 2020 y posteriormente modificado en junio de 2021. El club se declaró en concurso en noviembre de 2019 con unas deudas que rondaban los 700.000 euros.

## Presidentes
| Periodo     | Presidente        |
| ----------- | ----------------- |
| 2003 - 2010 | Pedro Rosell Ruiz |
| 2010 - 2015 | Luis Jiménez Moya |
| 2015 - 2018 | Xu Gembao         |
| 2018 - 2022 | Roberto Torres    |

## Escudo
El escudo del Lorca Fútbol Club tiene forma cuadrilonga, redondo en su parte inferior. Sobre campo azul, una barra cruza el escudo diagonalmente por la mitad con la inscripción Lorca F.C. Encima de la barra aparece un sol y el Castillo de Lorca, símbolo de la ciudad. Debajo de la barra, un balón de fútbol. Al timbre, una corona.

## Uniforme
- Uniforme titular: Camiseta blanquiazul, pantalón azul, medias azules.
- Uniforme alternativo: Camiseta negra con rayas amarillas, pantalón amarillo, medias amarillas.

## Estadio

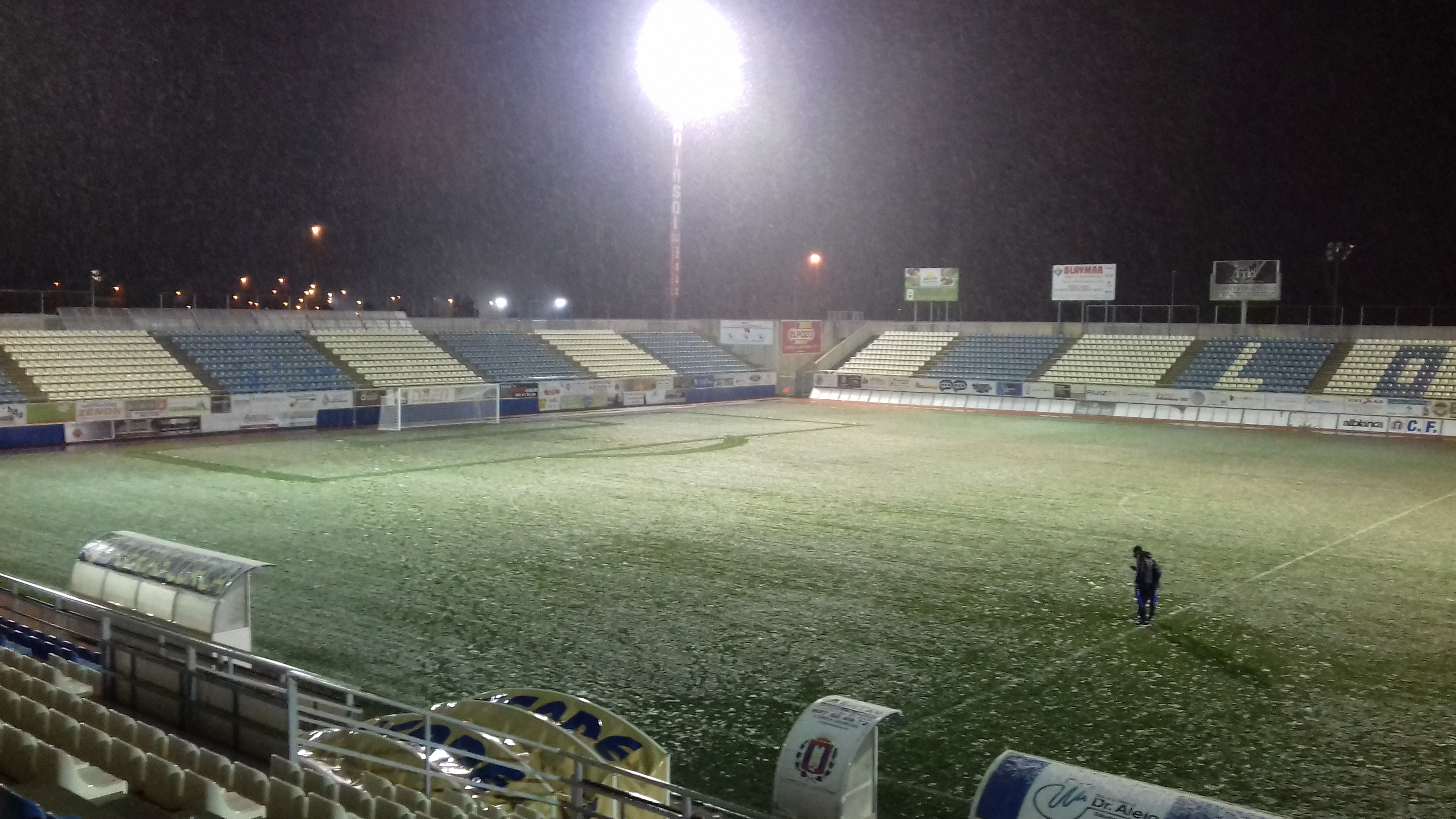
Estadio municipal Francisco Artés Carrasco, donde el equipo jugó la temporada 2011-12

El campo de fútbol de Los Tollos, situado en la pedanía de La Hoya fue el primer recinto ocupado por el club. Cuenta con una única grada con capacidad para unos 1000 espectadores. En junio de 2010 se anunció que el terreno de juego, hasta entonces de tierra, pasaría a ser de césped artificial gracias a una subvención de la comunidad autónoma. Mientras se acometían estas obras el equipo jugó la temporada 2011-12 en el Francisco Artés Carrasco, de propiedad municipal. Además también se construyeron gracias a esta subvención dos campos de Fútbol-7 y otro de Fútbol-11, que forman la Ciudad del Fútbol de La Hoya.
Tras el descenso por impagos del Lorca Atlético a Preferente Autonómica en 2012, La Hoya quedó como primer equipo de la ciudad y se mudó de manera definitiva al estadio Francisco Artés Carrasco.

## Datos del club
- Temporadas en Primera División: 0
- Temporadas en Segunda División: 1 (2017-18)
- Temporadas en Segunda División B: 4
- Temporadas en Tercera División: 7
- Temporadas en Territorial Preferente: 3
- Temporadas en Primera Territorial: 4
- Mayor goleada conseguida: 
  - En campeonatos nacionales: La Hoya Deportiva CF 9 - CCDA Ins-For-Fut 0
- Mayor goleada encajada: 
  - En campeonatos nacionales: Pinatar CF B 7 - La Hoya Deportiva CF 1
- Mejor puesto en la liga: 1.º en Segunda División B, temporada 2016-17
- Peor puesto en la liga: 21.º en Segunda División, temporada 2017-18

### Trayectoria histórica
| Nivel | Temporada | Categoría              | Posición | Promoción     | Copa del Rey  | Copa de la Liga | Copa RFEF  | Copa FFRM     |
| ----- | --------- | ---------------------- | -------- | ------------- | ------------- | --------------- | ---------- | ------------- |
| VI    | 2003-04   | Primera Regional       | 13.º     | -             | -             | -               | -          | -             |
| VI    | 2004-05   | Primera Regional       | 5.º      | -             | -             | -               | -          | -             |
| VI    | 2005-06   | Primera Regional       | 6.º      | -             | -             | -               | -          | -             |
| VI    | 2006-07   | Primera Regional       | 3.º      | -             | -             | -               | -          | -             |
| V     | 2007-08   | Territorial Preferente | 10.º     | -             | -             | -               | -          | -             |
| V     | 2008-09   | Territorial Preferente | 15.º     | -             | -             | -               | -          | -             |
| V     | 2009-10   | Territorial Preferente | 1.º      | -             | -             | -               | -          | -             |
| IV    | 2010-11   | Tercera División       | 7.º      | -             | -             | -               | -          | Segunda ronda |
| IV    | 2011-12   | Tercera División       | 4.º      | Segunda ronda | -             | -               | -          | -             |
| IV    | 2012-13   | Tercera División       | 1.º      | Primera ronda | -             | -               | Subcampeón | Campeón       |
| III   | 2013-14   | Segunda División B     | 2.º      | Segunda ronda | Primera ronda | -               | -          | -             |
| III   | 2014-15   | Segunda División B     | 13.º     | -             | Primera ronda | -               | -          | -             |
| III   | 2015-16   | Segunda División B     | 6.º      | -             | -             | -               | -          | -             |
| III   | 2016-17   | Segunda División B     | 1.º      | Primera ronda | Segunda ronda | -               | -          | -             |
| II    | 2017-18   | Segunda División       | 21.º     |               | Segunda ronda | -               | -          | -             |
| IV    | 2018-19   | Tercera División       | 3.º      | -             | -             | -               | -          | -             |
| IV    | 2019-20   | Tercera División       | 22.º     | -             | -             | -               | -          | -             |
| IV    | 2020-21   | Tercera División       | 11.º     | -             | -             | -               | -          | -             |
| VI    | 2021-22   | Territorial Preferente | dnf      | -             | -             | -               | -          | -             |

## Entrenadores

### Listado de todos los tiempos
- 2013-2015:  José Miguel Campos- 76 partidos dirigidos.
- 2015-2016:  Paco García- 38 partidos dirigidos.
- 2016:  Iñaki Alonso- 6 partidos dirigidos.
- 2016-2017:  Julio Algar Pérez-Castilla- 29 partidos dirigidos.
- 2017:  David Vidal- 9 partidos dirigidos.
- 2017:  Curro Torres- 20 partidos dirigidos.
- 2017:  Jorge Pérez Sáenz- 1 partido dirigido.
- 2017-2018:  Fabri González- 22 partidos dirigidos.
- 2018:  Antonio Alcázar Cano "Tato"
- 2018-2019:  Germán Álvarez
- 2019:  Jaime Pérez Avilés
- 2019:  Walter Pandiani- 18 partidos dirigidos.
- 2020:  Walter Caprile- 1 partido dirigido.
- 2020:  Víctor Dus- 2 partidos dirigidos.
- 2020-2021:  Pepe Garijo
- 2021-2022:  Tomas Arroyo

## Otras secciones y filiales

### Lorca Fútbol Club "B" y Lorca Club de Fútbol Base
Anteriormente el equipo filial del Lorca Fútbol Club, “Lorca Fútbol Club B” militó en la categoría de Tercera División de España hasta el verano de 2018, desapareciendo por el caso Genbao.
Actualmente es representado por el Lorca Club de Fútbol Base en la división de honor.

## Palmarés
| Competición nacional                     | Títulos           |
| ---------------------------------------- | ----------------- |
| Segunda División B, Campeón de Grupo (1) | 2016-17 (G.IV)    |
| Tercera División (1)                     | 2012-13 (G. XIII) |